# کاسوگا نو تسوبونه (مجموعه تلویزیونی تایگا)
کاسوگا نو تسوبونه (مجموعه تلویزیونی تایگا) (به ژاپنی: 春日局 (NHK大河ドラマ))، نام یک مجموعه تلویزیونی تاریخی و بیست و هفتمین سری از فیلم‌های مجموعه تلویزیونی تایگا است. این مجموعه توسط ان‌اچ‌کی در سال ۱۹۸۹ میلادی ساخته شده است. سناریوی این مجموعه توسط هاشیدا سوگاکو (نویسنده کتاب اوشین) نوشته شده و نقش کاسوگا نو تسوبونه توسط ریکو اوهارا بازی شده است.